# 새마을형 디젤 액압 동차
새마을형 디젤 액압 동차(새마을形 Diesel液壓動車), Diesel Hydraulic Car)는 한국철도공사에서 운용했던 새마을호 전용 디젤 동차다. 
편성의 앞하고 뒤에 기관이 있어 전후동력형 새마을호(Push-Pull) 또는 흔히 PP동차라고도 불린다. 
동력차는 2013년 1월 5일경에 모두 퇴역하여 일부 보존되고 있으며(원형을 복원하여 철도박물관에 전시 예정), 부수차는 객차로 개조하여 기관차 견인 편성으로 운행하다가 객차가 모두 노후화되어 2018년 5월 1일에 모두 퇴역했다.

## 개요
새마을형 디젤 액압 동차는 1987년, 서울 올림픽을 앞두고 새마을호 열차의 증설과 고급화를 위해 최초로 도입되었다. 
이후 1994년까지 대우중공업, 한진중공업, 현대정공에서 반입되었다. 도입된 시기에 따라 크게 초기형, 중기형, 후기형 차량으로 구분된다. 구입 가격을 낮추기 위해 차량의 대부분은 리스로 구입하였으며, 차내 패찰에도 리스사명과 함께 리스한 자산이라고 언급되어 있다. 동차형 새마을호는 열차의 편성을 자유롭게 조절할 수 있도록 되어 있어서 편성 안에서의 차량 번호가 일정하지 않다. 초기에 도입된 차량은 5량 1편성이었으나 이후 출력증강을 통해 8량 1편성으로 도입되었다.
1987년에 도입된 차량이 철도안전법의 내구연한 도래로 2006년부터 운행을 순차적으로 종료하였다. 2013년 1월 5일 마지막 동차형 새마을호 편성 1005 / 1042 열차가 운행하였다. 동차형 새마을호 차량은 내구연한이 20년이며 부수차는 25년이다. 이들 차량 상호간에는 차량간 물리적 연결 및 제동관 연결은 가능하지만, 제동지령용 점퍼와 객실전원공급용 점퍼의 규격이 맞지 않아 전력 공급은 불가능했다. 2012년에 시행한 연결기 개선사업으로, 현재 이들 부수 객차는 동차형 새마을호의 APU 뿐만 아니라 8200호대 전기 기관차의 HEP나 발전차의 전원을 모두 사용할 수 있게 되었다.

## 차량 구분

### 전기형
1987년 대우중공업에서 제작해 최초 도입된 4편성 20량을 1차분, 혹은 DHC-D1형이라 칭한다. 1편성 당 5량 편성이였으며, 12V 396TC-13형 엔진이나 배기량이 낮아 출력이 엔진 1기당 1,525마력으로 한정되었기 때문에 추후 8량으로 증결하지 않고 6량으로만 증결해 운용되었다.
보조전원용 엔진에 커민스 엔진이 사용되고 있는 것과 반식당 반객실 형태의 차량이 존재하는 것, 초기형 차량의 전두부 객실 좌석이 24석이라는 것이 특징이며, 종아리 받침대(레그레스트)가 없다. 보존되지 못하고 전 차량 폐차되었다.

### 중기형
1988년~1989년, 1991년에 도입된 34량의 차량으로, 최초 6량 1편성으로 도입되어 후에 8량으로 증결되었다. 1988년에 105호에서 108호까지, 111호에서 124호까지가, 1989년에 125호에서 129호까지가, 1991년에 130호가 마지막으로 도입되었다. 105호에서 108호, 119호에서 126호, 129호에서 130호까지는 현대정공이, 111호에서 118호, 127호에서 128호까지는 대우중공업에서 제작했다. 엔진은 16V 396TC-13형 엔진을 사용하나, 초기형에 비해 배기량이 높아 엔진 1기당 1,980마력으로 출력이 증가되었다. 특히 보조전원용 엔진을 커민스 엔진에서 388마력의 MTU 8V 183TC-12형 엔진으로 교체하고, 발전기 용량도 269Kw로 증가시켜 이후 8량으로 운행이 가능하도록 설계하였다. 반식당 반객실 구조가 사라져서 식당차와 특실로 분리되어 운용되었다.2001년에 중기형 전 차량을 포함해 총 30량의 동차가 복합열차 운용을 위해 자동연결기 개조를 받았다. 동력객차의 객실 좌석 수가 초기형의 24석에서 20석으로 변경되었으며, 후기형과 달리 종아리받침(레그레스트)가 없다. 114호는 2003년 5월 30일 서대전역 근처인 계룡육교에서 탈선, 대파되어 조기폐차되었다. 현대형 3량(120, 126, 130호)이 보존되며, 이외는 전량 폐차되었다. 109호와 110호는 결번이다.

### 후기형
1992년에서 1994년까지 도입된 차량으로, 131호에서 164호까지는 1992년에, 165호에서 198호까지와 251호에서 260호까지는 1993년에, 199호에서 206호까지와 261호에서 262호까지는 1994년에 도입되었으며, 207호에서 250호까지는 결번이다. 141호에서 144호, 149호에서 152호, 159호에서 164호, 172호에서 174호, 177호에서 180호, 190호에서 206호, 255호에서 256호, 259호에서 262호까지는 현대정공에서, 131호에서 140호, 145호에서 148호, 153호에서 158호, 167호에서 171호, 175호에서 176호와 189호, 251호에서 254호, 257호에서 258호는 대우중공업에서, 165호에서 166호와 181호에서 188호까지는 현대정공의 기술 지원을 받은 한진중공업에서 제작했다. 외형상으로 이전 차량과 다른 점은 출입문 옆 외벽에 행선지와 차호를 알려주는 LED 전광판이 있고 부속실 부분에 창문이 없어 장대형 새마을호 객차와 거의 같다는 것이다. 인테리어와 내부설비 역시 난방기가 좌석밑에 위치하고 좌석에는 종아리 받침대가 있고, 적외선 센서로 작동하는 자동문이 설치되어 있는 등 장대형 새마을호 객차와 거의 같다. 중기형에서 주 엔진이 16V 396TC-14형으로, 보조전원용 엔진이 8V 183TE-12형(426마력)으로 변경되었다. 일부 차량은 내구 연한이 만료되지 않았음에도 운행이 종료되었다.
161호는 과거에 트럭과 충돌사고로 조기 폐차되었다. 모두 내구 연한이 만료되어 운행하지 않고, 대우형 158호만 남기고 전량 폐차되었다.

### 부수 객차
PMC 및 식당차, 반식당+특실 차량에는 공간상의 문제로 화장실을 설치하지 않았다. 일반실 차량 중에서도 승강구가 4개인 68석 차량에는 화장실이 없다. 이 외의 차량에는 서양식 화장실, 세면대, 소변기 시설, 이동공중전화실이 있다. 1989년식 이전 차량의 경우에는 동양식, 서양식 화장실, 세면대, 소변기 시설, 이동공중전화실이 있다. 일부 방송실 설치차량에는 소변기 시설이 없는 경우도 있다.

## 기술적 사양

### 동력부
주 엔진은 독일 MTU사의 4행정 16기통 V16-396TC엔진이 사용되었으며, 객실 전원공급 엔진은 커민스 NT855G3엔진(350마력) 및 3BET350(235Kw)를 사용하였다. 변속기는 Voith사의 L520rU1 유체식변속기에 의해 하부의 대차와 직접 연결되어 있다.

### 대차
제동장치는 독일 Knorr 사의 Kbr XI 전기지령식 공기제동 장치와 예비용 자동공기제동 장치를 갖추고 있으나, 대차는 차량 제작사마다 달라 상호 간의 부품 혼용이 불가능하며 자세한 설명은 아래와 같다.
- 대우중공업 제작 차량 : 1차 지지부에 코일스프링, 2차 지지부에 에어스프링을 사용하며 요댐퍼를 추가한 볼스터리스 대차 사용 (MAN 대차)

- 한진중공업 제작 차량 : 1차 지지부에 세브론고무, 2차 지지부에 에어스프링을 사용하는 볼스터리스 대차 사용 (한진형 대차)

- 현대정공 제작 차량 : 1차 지지부에 세브론고무, 2차 지지부에 코일스프링을 사용하는 볼스터 앵커 대차 사용 (ASEA 대차)

### 차체
선두부는 유선형으로 제작되었으며, 연결기와 함께 유선형 선두부와 일체화된 FRP제 연결기 커버가 장착되어 있다. 그러나 검수 편의등으로 인해 연결기 커버를 떼고 운행되는 경우가 흔하며 이를 속칭 “코마개를 떼고 다닌다”고도 한다. 차체는 당시 유선형 새마을호 객차에 맞추어 STS304를 사용한 스테인리스 용접형 차체를 사용하며, 선두부 및 엔진실 부분은 일정 강도가 요구되기 때문에 일반적인 압연강재가 쓰여 최대축중 17톤 이하의 경량화를 이루어냈다.

## 특이 사항
- 중련 운행 : 객차형 새마을호 열차와 달리, 새마을호 디젤액압동차는 중련 운행이 가능하다. 이 때문에 수요에 따라 8량 2세트의 중련편성으로 운행하거나, 중간역에서 분리, 연결하는 복합열차를 운용할 수 있다.
- 도색 :극초기에는 파랑,노랑도색을 사용하고 1993년까지는 파랑-빨강의 태극형 도색을 사용했다. 1994년부터 녹색-노랑-흰색 철도청 구CI 도색으로 바뀌었다가, 2006년부터 한국철도공사 도색인 밝은파랑-노랑-흰색 도색이 적용되었다.
- 식당차 : 도입 당시 한화개발 외식사업부(서울프라자호텔)에서 운영하다가, 2003년 6월 30일을 끝으로 철수한 이후 (주)런치벨 위탁 방식으로 홍익회에서 운영했다가 2008년 9월 30일을 마지막으로 서비스가 종료되었다. 2002년부터 일부 차량에 홍익회에 위탁된 롯데리아가 운영되다가 서울프라자호텔 철수와 동시에 시설이 철거되었다.
- 카페객차 : 2008년 2월 1일부터 장항선 새마을호 열차를 시작으로 운영되었다. 동년 10월 15일부터 전라선과 호남선에, 12월 1일부터는 경부선 열차에도 투입되었다. 또한 이 객차는 식당차를 대체하는 객차이다.

## 운용

### 편성
1987년 도입분에 한해 6량으로 편성되어 있으며 그 외엔 8량으로 편성되어 있다. 초기 도입시 5량으로 도입되어 후에 증결되었기 때문에 편성이 고정되어있지 않고 유동적으로 변경된다. 엔진실·제어대와 20석 또는 24석 일반실을 갖춘 PMC, 일반실인 T, 특실인 F, 식당차인 S, 반식당+특실인 TR로 구성되어 있다. 4량, 6량, 7량, 8량 편성으로 운행되었고 2012년 11월 이후로는 8량으로만 운행되었다.
|      | 새마을형 디젤 액압 동차 4량 편성 |             |             |             |
| 편성 | 1호차 (Mc)                       | 2호차 (T)   | 3호차 (T)   | 4호차 (Mc)  |
| 정원 | 일반실 20명                      | 일반실 68명 | 일반실 68명 | 일반실 20명 |

|      | 새마을형 디젤 액압 동차 5량 편성 |                |             |             |             |
| 편성 | 1호차 (Mc)                       | 2호차 (TR)     | 3호차 (T)   | 4호차 (T)   | 5호차 (Mc)  |
| 정원 | 일반실 20명                      | 특실/식당 30명 | 일반실 68명 | 일반실 68명 | 일반실 20명 |

|      | 새마을형 디젤 액압 동차 6량 편성 |                |             |             |             |             |
| 편성 | 1호차 (Mc)                       | 2호차 (TR)     | 3호차 (T)   | 4호차 (T)   | 5호차 (T)   | 6호차 (Mc)  |
| 정원 | 일반실 20명                      | 특실/식당 30명 | 일반실 68명 | 일반실 68명 | 일반실 68명 | 일반실 20명 |

|      | 새마을형 디젤 액압 동차 6량 편성 |                  |             |             |             |             |
| 편성 | 1호차 (Mc)                       | 2호차 (T)        | 3호차 (T)   | 4호차 (T)   | 5호차 (T)   | 6호차 (Mc)  |
| 정원 | 일반실 20명                      | 일반실/식당 32명 | 일반실 68명 | 일반실 68명 | 일반실 68명 | 일반실 20명 |

|      | 새마을형 디젤 액압 동차 7량 편성 |           |             |             |             |             |             |
| 편성 | 1호차 (Mc)                       | 2호차 (F) | 3호차 (T)   | 4호차 (T)   | 5호차 (T)   | 6호차 (T)   | 7호차 (Mc)  |
| 정원 | 일반실 20명                      | 특실 60명 | 일반실 68명 | 일반실 68명 | 일반실 68명 | 일반실 68명 | 일반실 20명 |

|      | 새마을형 디젤 액압 동차 7량 편성 (특실전용열차) |           |           |           |           |           |            |
| 편성 | 1호차 (Mc)                                      | 2호차 (F) | 3호차 (F) | 5호차 (F) | 6호차 (F) | 7호차 (F) | 8호차 (Mc) |
| 정원 | 특실 20명                                       | 특실 60명 | 특실 60명 | 특실 60명 | 특실 60명 | 특실 60명 | 특실 20명  |

|      | 새마을형 디젤 액압 동차 8량 편성 |           |             |             |             |             |             |             |
| 편성 | 1호차 (Mc)                       | 2호차 (F) | 3호차 (T)   | 4호차 (T)   | 5호차 (T)   | 6호차 (T)   | 7호차 (T)   | 8호차 (Mc)  |
| 정원 | 일반실 20명                      | 특실 60명 | 일반실 68명 | 일반실 68명 | 일반실 68명 | 일반실 68명 | 일반실 68명 | 일반실 20명 |

|      | 새마을형 디젤 액압 동차 8량 편성 |           |           |             |             |             |             |             |
| 편성 | 1호차 (Mc)                       | 2호차 (F) | 3호차 (S) | 4호차 (T)   | 5호차 (T)   | 6호차 (T)   | 7호차 (T)   | 8호차 (Mc)  |
| 정원 | 일반실 20명                      | 특실 60명 | 식당      | 일반실 68명 | 일반실 68명 | 일반실 68명 | 일반실 68명 | 일반실 20명 |

|      | 새마을형 디젤 액압 동차 8량 편성 (특실전용열차) |           |           |           |           |           |           |            |
| 편성 | 1호차 (Mc)                                      | 2호차 (F) | 3호차 (F) | 4호차 (S) | 5호차 (F) | 6호차 (F) | 7호차 (F) | 8호차 (Mc) |
| 정원 | 특실 20명                                       | 특실 60명 | 특실 60명 | 식당      | 특실 60명 | 특실 60명 | 특실 60명 | 특실 20명  |

특히 전후 동력형 새마을호의 경우 수요에 따라 6량 1편성+8량 1편성 또는 8량 1편성+8량 1편성의 중련편성으로 운용되었던 경우도 있어, 상호간의 총괄제어가 가능하도록 설계되어 있으며, 더욱이 중간역에서 분리·병합하여 각각의 목적지로 이동하는 복합편성을 운용하였던 것이 특징이다. 처음에는 차량검수원이 탑승하여 열차의 분리·병결작업을 진행하였으나, 검수편의와 분리·병합 소요시간의 절감을 꾀하고, 신속한 분리 및 병결이 가능하도록 일부 차량에 전공일체 자동병결장치를 설치하였다.
1987년 도입분은 기본 6량으로 최대 7량까지 편성이 가능하며, 이후 도입분은 기본 8량으로 최대 9량까지 편성이 가능하다.

### 운행 구간
- 경부선 : 서울-부산, 서울-동대구, 부산-용산
- 호남선 : 용산-목포, 용산-광주
- 경전선 : 서울-마산, 용산-마산, 서울-진주
- 전라선 : 용산-여수엑스포
- 장항선 : 용산-익산
- 동해선 : 서울-포항, 서울-태화강/부전[13]

## 현황
아래는 동력차만 기재한 표이다. 현재 전 차량 퇴역되었다. 109호~110호, 207호~250호는 결번.그리고 120호, 126호, 130호, 158호가 보존되었다.
| 차호   | 도입 시기 | 운행 종료 시기 | 비고 |
| ------ | --------- | -------------- | --- |
| 101 호 | 1986년    | 2006년         | |
| 102 호 | 1987년    | 2007년         | |
| 103 호 | 1987년    | 2007년         | 폐차 직전에 차대가 심하게 변형되었다. |
| 104 호 | 1987년    | 2007년         | |
| 105 호 | 1988년    | 2008년         | |
| 106 호 | 1988년    | 2008년         | |
| 107 호 | 1988년    | 2008년         | 폐차 직전에 상단에 하얀색 도색을 하였다. |
| 108 호 | 1988년    | 2008년         | 폐차 직전에 상단에 하얀색 도색을 하였다. |
| 111 호 | 1988년    | 2008년         | |
| 112 호 | 1988년    | 2008년         | |
| 113 호 | 1988년    | 2008년         | |
| 114 호 | 1988년    | 2003년         | 서대전역 사고의 여파로 폐차되었다. |
| 115 호 | 1988년    | 2008년         | |
| 116 호 | 1988년    | 2008년         | |
| 117 호 | 1988년    | 2008년         | |
| 118 호 | 1988년    | 2008년         | |
| 119 호 | 1988년    | 2008년         | |
| 120 호 | 1988년    | 2008년         | 섬진강 기차마을에서 보존되고 있다. |
| 121 호 | 1988년    | 2008년         | |
| 122 호 | 1988년    | 2008년         | |
| 123 호 | 1988년    | 2008년         | |
| 124 호 | 1988년    | 2008년         | |
| 125 호 | 1989년    | 2009년         | |
| 126 호 | 1989년    | 2009년         | 경부선 청도역에서 보존되고 있다. 한국철도공사 선정 철도기념물로 지정되었다. |
| 127 호 | 1989년    | 2009년         | |
| 128 호 | 1989년    | 2009년         | |
| 129 호 | 1989년    | 2009년         | |
| 130 호 | 1991년    | 2011년         | 복합연결기가 설치된 111~129호가 운행 중지된 뒤 유일하게 자동연결기 개조차량으로 남았었다가, 2010년 말에 수도권철도차량정비단에서 복합연결기를 취하하고 연결기를 떼고 운행했었다. 대전철도차량정비단 야외 전시장에서 보존되고 있다. 한국철도공사 선정 철도기념물로 지정되었다. |
| 131 호 | 1992년    | 2012년         | |
| 132 호 | 1992년    | 2012년         | |
| 133 호 | 1992년    | 2012년         | |
| 134 호 | 1992년    | 2012년         | |
| 135 호 | 1992년    | 2012년         | |
| 136 호 | 1992년    | 2012년         | |
| 137 호 | 1992년    | 2012년         | |
| 138 호 | 1992년    | 2012년         | |
| 139 호 | 1992년    | 2012년         | |
| 140 호 | 1992년    | 2012년         | 경북선 점촌역에서 보존 중이었으나 2018년 상반기 고철 매각되었다. |
| 141 호 | 1992년    | 2012년         | |
| 142 호 | 1992년    | 2012년         | |
| 143 호 | 1992년    | 2012년         | |
| 144 호 | 1992년    | 2012년         | |
| 145 호 | 1992년    | 2012년         | |
| 146 호 | 1992년    | 2012년         | |
| 147 호 | 1992년    | 2012년         | |
| 148 호 | 1992년    | 2012년         | |
| 149 호 | 1992년    | 2012년         | |
| 150 호 | 1992년    | 2012년         | |
| 151 호 | 1992년    | 2012년         | |
| 152 호 | 1992년    | 2012년         | |
| 153 호 | 1992년    | 2012년         | |
| 154 호 | 1992년    | 2012년         | |
| 155 호 | 1992년    | 2012년         | |
| 156 호 | 1992년    | 2012년         | |
| 157 호 | 1992년    | 2012년         | |
| 158 호 | 1992년    | 2012년         | 경부선 직지사역에서 보존되고 있다. 현재 노인 카페로 변모하였다. 2020년 10월에 재도색 되었다. |
| 159 호 | 1992년    | 2012년         | |
| 160 호 | 1992년    | 2012년         | |
| 161 호 | 1992년    | 1995년         | 트럭과 충돌하여 폐차되었다. |
| 162 호 | 1992년    | 2012년         | |
| 163 호 | 1992년    | 2012년         | |
| 164 호 | 1992년    | 2012년         | |
| 165 호 | 1993년    | 2013년         | |
| 166 호 | 1993년    | 2013년         | |
| 167 호 | 1993년    | 2013년         | |
| 168 호 | 1993년    | 2013년         | |
| 169 호 | 1993년    | 2013년         | |
| 170 호 | 1993년    | 2013년         | |
| 171 호 | 1993년    | 2013년         | |
| 172 호 | 1993년    | 2013년         | |
| 173 호 | 1993년    | 2013년         | |
| 174 호 | 1993년    | 2013년         | |
| 175 호 | 1993년    | 2013년         | |
| 176 호 | 1993년    | 2013년         | |
| 177 호 | 1993년    | 2013년         | |
| 178 호 | 1993년    | 2013년         | |
| 179 호 | 1993년    | 2013년         | |
| 180 호 | 1993년    | 2013년         | |
| 181 호 | 1993년    | 2013년         | |
| 182 호 | 1993년    | 2013년         | |
| 183 호 | 1993년    | 2013년         | |
| 184 호 | 1993년    | 2013년         | |
| 185 호 | 1993년    | 2013년         | |
| 186 호 | 1993년    | 2013년         | |
| 187 호 | 1993년    | 2013년         | |
| 188 호 | 1993년    | 2013년         | |
| 189 호 | 1993년    | 2013년         | |
| 190 호 | 1993년    | 2013년         | |
| 191 호 | 1993년    | 2013년         | |
| 192 호 | 1993년    | 2013년         | |
| 193 호 | 1993년    | 2013년         | |
| 194 호 | 1993년    | 2013년         | |
| 195 호 | 1993년    | 2013년         | |
| 196 호 | 1993년    | 2013년         | |
| 197 호 | 1993년    | 2013년         | |
| 198 호 | 1993년    | 2013년         | |
| 199 호 | 1994년    | 2013년         | |
| 200 호 | 1994년    | 2013년         | |
| 201 호 | 1994년    | 2013년         | |
| 202 호 | 1994년    | 2013년         | |
| 203 호 | 1994년    | 2013년         | |
| 204 호 | 1994년    | 2013년         | |
| 205 호 | 1994년    | 2013년         | |
| 206 호 | 1994년    | 2013년         | |
| 251 호 | 1993년    | 2013년         | 과거에 특실 전용 열차로 운행하였다. |
| 252 호 | 1993년    | 2013년         | 과거에 특실 전용 열차로 운행하였다. |
| 253 호 | 1993년    | 2013년         | 과거에 특실 전용 열차로 운행하였다. |
| 254 호 | 1993년    | 2013년         | 과거에 특실 전용 열차로 운행하였다. |
| 255 호 | 1993년    | 2013년         | |
| 256 호 | 1993년    | 2013년         | |
| 257 호 | 1993년    | 2013년         | 과거에 특실 전용 열차로 운행하였다. 262호는 보존 운동이 성공 됐던 걸로 많은 사람들이 알고있으나 보존 확정된 적이 없었다. 2021년 고철 매각되었다. |
| 258 호 | 1993년    | 2013년         | 과거에 특실 전용 열차로 운행하였다. 262호는 보존 운동이 성공 됐던 걸로 많은 사람들이 알고있으나 보존 확정된 적이 없었다. 2021년 고철 매각되었다. |
| 259 호 | 1994년    | 2013년         | 과거에 특실 전용 열차로 운행하였다. 262호는 보존 운동이 성공 됐던 걸로 많은 사람들이 알고있으나 보존 확정된 적이 없었다. 2021년 고철 매각되었다. |
| 260 호 | 1994년    | 2013년         | 과거에 특실 전용 열차로 운행하였다. 262호는 보존 운동이 성공 됐던 걸로 많은 사람들이 알고있으나 보존 확정된 적이 없었다. 2021년 고철 매각되었다. |
| 261 호 | 1994년    | 2013년         | 과거에 특실 전용 열차로 운행하였다. 262호는 보존 운동이 성공 됐던 걸로 많은 사람들이 알고있으나 보존 확정된 적이 없었다. 2021년 고철 매각되었다. |
| 262 호 | 1994년    | 2013년         | 과거에 특실 전용 열차로 운행하였다. 262호는 보존 운동이 성공 됐던 걸로 많은 사람들이 알고있으나 보존 확정된 적이 없었다. 2021년 고철 매각되었다. |

## 사진

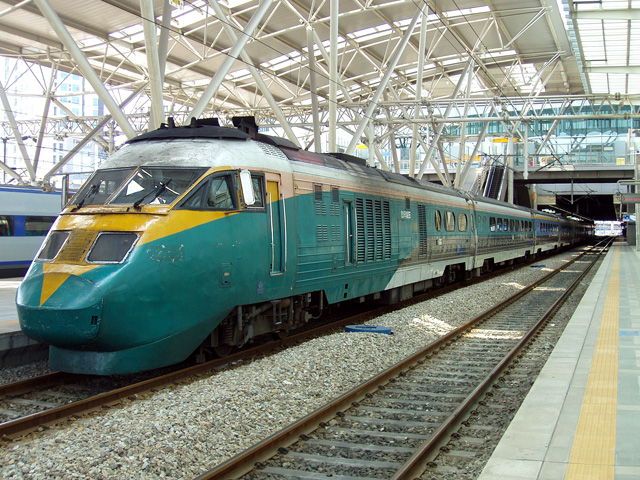
철도청 구CI 도색
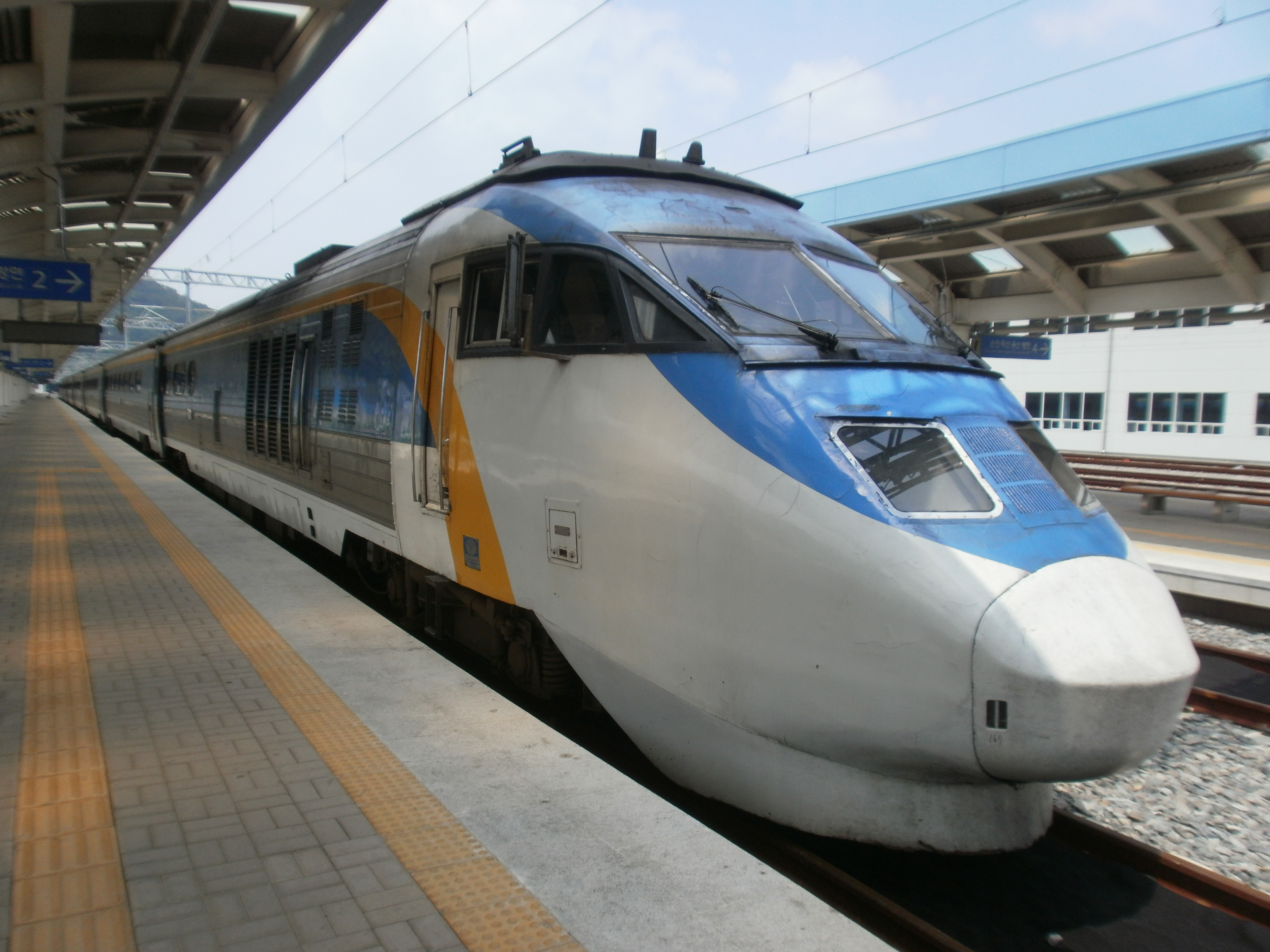
한국철도공사 도색
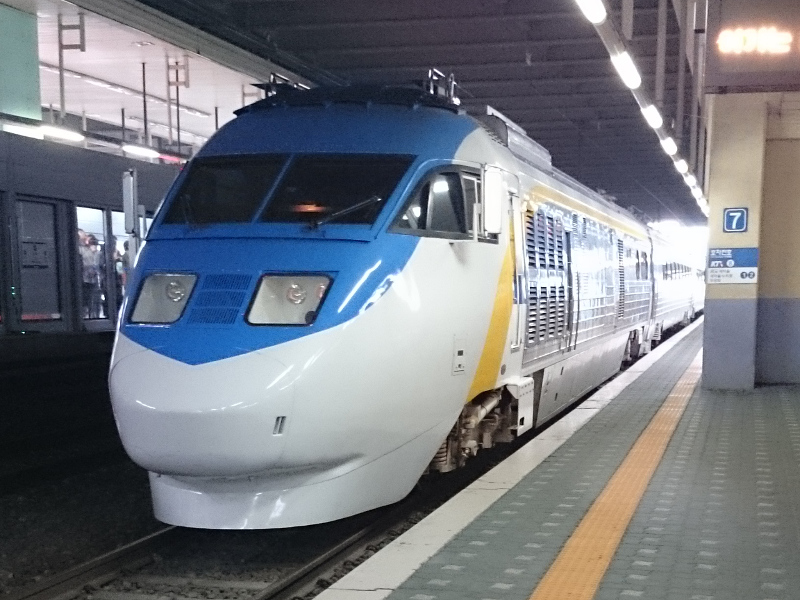
경복호(도색변경전)
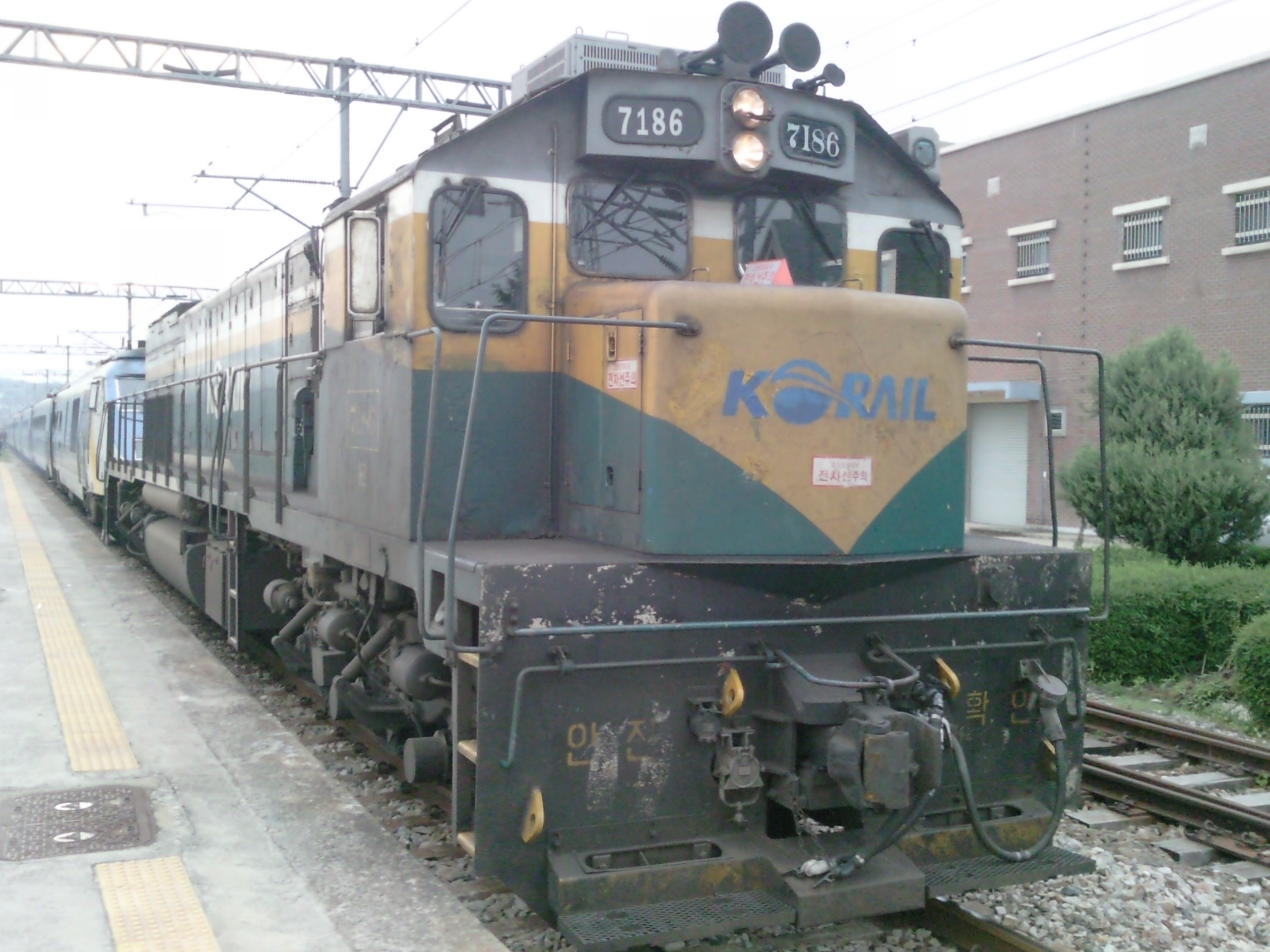
7100호대 디젤 기관차에 구원운전되는 새마을호 동차

## 같이 보기
- 우등형 디젤 액압 동차
- ITX-새마을